# Stelgistrum concinnum
Stelgistrum concinnum är en fiskart som beskrevs av Andriashev, 1935. Stelgistrum concinnum ingår i släktet Stelgistrum och familjen simpor. Inga underarter finns listade i Catalogue of Life.